# Бротиган, Ричард
Ри́чард Бро́тиган (англ. Richard Brautigan, 30 января 1935 — 16 сентября 1984) — американский писатель и поэт, знаковая фигура контркультуры 1960—70-х. Автор 11 романов, 10 поэтических сборников и 2 сборников рассказов, а также 6 эссе и музыкального альбома «Слушая Ричарда Бротигана». Бротиган вложил в них всё своё богатое воображение, фантазию, юмор и сатиру. Самые известные из них — роман «Рыбалка в Америке» (1961, в переводе И. Кормильцева «Ловля форели в Америке»), принёсший писателю всемирную славу и называемый в числе главных достижений американской литературы второй половины XX века, сборник рассказов «Лужайкина месть» и сборник стихов The Pill Versus the Springhill Mine Disaster.

## Биография
Полное и точное описание жизни Бротигана — задача утопическая. Отчасти виноват в этом он сам, потому что, рассказывая о себе друзьям и в своих произведениях, часто привирал и фантазировал. Сведения его близких достаточно противоречивы и сбивают с толку. Поэтому детали биографии Бротигана очень часто основаны больше на предположениях, чем на фактах.
Ричард Гэри Бротиган родился в Такоме, штат Вашингтон 30 января 1935 г. у Бернарда Ф. Бротигана (1908—1994) — рабочего фабрики, впоследствии ветерана Второй мировой войны, и Лулу Мэри Кехо «Мэри Лу» Бротиган (1911–2005) — официантки. Родители Ричарда развелись ещё до его рождения. О своем отце и о том, что его настоящая фамилия Бротиган, он узнал от матери, когда пришло время получать аттестат: мать тогда решила, что в документе должно стоять верное имя. Ричард виделся с отцом всего дважды.
Бротиган рос на северо-западе Тихоокеанского побережья Америки вместе с матерью, приёмными отцами и неполнородными сёстрами и братьями. Его мать была замужем ещё три раза. У писателя было две сестры: Барбара Титлэнд (р. 1939) и Сандра Джин Портерфилд (р. 1945), а также брат Уильям Дэвид Фолстон-мл. (р. 1950).
Биографы полагают, что приёмные отцы грубо обращались как с самим Ричардом, так и с его матерью. Многое из детского опыта нашло отражение в его стихах и рассказах. Семья Бротигана была не просто бедной, а нищей, жила случайными заработками и пособиями, часто переезжала с места на место. В 1943 году, когда Ричарду было 8 лет, они провели пару месяцев в мотеле в Грейт Фолз, штат Монтана. Через год семья переехала в Юджин, штат Орегон, и решила осесть там. С одним из своих отчимов, Робертом Портерфилдом, Бротиган жил на протяжении трёх лет после того, как тот расстался с матерью, и воссоединился с семьёй только в возрасте 14 лет.
19 декабря 1954 г. первое стихотворение Бротигана «Свет» (The Light) опубликовали в газете школы Юджин Хай. Бротиган окончил школу 9 июня 1953 г. После выпуска он переехал к своему лучшему другу Питеру Уэбстеру и его матери. Он прожил с ними около года, прежде чем уехать в Сан-Франциско в августе 1954 г., и возвращался к ним несколько раз, очевидно, когда у него кончались деньги.
Там же 8 июня 1957 г. Бротиган женился на Вирджинии Дионн Алдер. 25 марта 1960 г. у них родилась дочь Ианте Элизабет Бротиган. Вскоре после рождения дочери они развелись.
В Сан-Франциско Бротиган познакомился с писателями Майклом Макклуром, Джеком Спайсером и Алленом Гинзбергом. Он также принимал участие в чтениях «Ночь трёпа» (Blabbermouth Night) в The Place — популярном среди художников и поэтов месте, а также выступал со стихами на концертах и перформансах, организованных The Diggers.
Первой опубликованной работой Бротигана стало стихотворение The Return of the Rivers (1958), за которым последовали два поэтических сборника The Galilee Hitch-Hiker (1958) и Lay the Marble Tea (1959).
После выхода сборников стихов Бротиган решил попробовать себя в прозе. Его первое опубликованное произведение «Генерал конфедерации из Биг-Сура» (Confederate General from Big Sur, 1964) не пользовалось популярностью. Но после появления «Ловли форели в Америки»/«Рыбалки в Америке» (Trout Fishing in America) в 1967 к Бротигану пришла международная слава, а критики назвали его наиболее интересным представителем зародившегося в 60-е контркультурного молодёжного движения. До конца 70-х Бротиган опубликовал ещё 4 поэтических сборника (The Octopus Frontier (1960), All Watched Over by Machines of Loving Grace (1967), The Pill Versus the Springhill Mine Disaster (1968), Please Plant This Book (1969)) и роман «В арбузном сахаре» (In Watermelon Sugar , 1968). Одно произведение Бротигана этого времени The God of The Martians так и осталось неопубликованным. Оно было отправлено как минимум двум редакторам, и оба отвергли работу. Копия рукописи была найдена у одного из них, Гарри Хутона, уже после смерти.
В 70-е Бротиган много экспериментировал с жанрами. Это видно даже из названий его романов: «Аборт. Исторический роман» (The Abortion: An Historical Romance, 1971); «Чудище хоклайнов. Готический вестерн» (The Hawkline Monster: A Gothic Western, 1974); «Уиллард и его боулинговые трофеи. Извращенная мистерия» (Willard and His Bowling Trophies: A Perverse Mystery, 1975); «Следствие сомбреро. Японский роман» (Sombrero Fallout: A Japanese Novel (1976); «Мечты о Вавилоне. Детективный роман» (Dreaming of Babylon: A Detective Novel 1942, 1977). К этому периоду относятся и сборник рассказов «Лужайкина месть» (Revenge of the Lawn, 1971), а также три поэтических: Rommel Drives on Deep into Egypt (1970), Loading Mercury with a Pitchfork (1976), June 30th, June 30th (1978).
Популярность Бротигана на протяжении 70-х — начала 80-х угасала. Критики обвиняли Бротигана в умышленной наивности. Поэт Лоуренс Ферлингетти говорил о нём: «Я всегда ждал, когда Ричард вырастет как писатель. Мне кажется, он был ужасно наивным, но я не думаю, что он это в себе культивировал, это само собой получалось. Как будто он больше оставался на волне с форелью в Америке, чем с людьми».
Однако его любили в Европе и Японии, куда он путешествовал несколько раз. Очевидно, в этих поездках Бротиган познакомился с философией дзэн-буддизма, которая нашла отражение в его творчестве. Влияние дзэн-буддизма и японской культуры можно заметить в таких произведениях, как «Экспресс Токио-Монтана» (The Tokyo-Montana Express, 1980) и «Следствие сомбреро. Японский роман».
С конца 1968 по февраль 1969 Бротиган записал альбом на лейбле The Beatles Zapple. Лейбл был закрыт Алленом Кляйном ещё до выпуска записи, но альбом всё же был издан в 1970 г. на Harvest Records под названием «Слушая Ричарда Бротигана».
В 1976 г. Бротиган встретил Акико Йошимуру в Токио. Они переехали в Монтану в начале 1977, а 1 декабря 1977 г. поженились, однако в декабре 1979 года расстались.
1980-е годы начались для Бротигана тяжело: новый роман «Чтобы ветер не унес все это прочь», замысел которого писатель вынашивал 17 лет, получил разгромные рецензии критиков, Бротиган тяжело переживал размолвку с дочерью, чей ранний брак он не одобрял.
В 1984 г. в возрасте 49 лет Ричард Бротиган покончил жизнь самоубийством, выстрелив в голову из револьвера. Это случилось в Болинасе, Калифорния. Точная дата смерти неизвестна, однако предполагают, что это произошло 16 сентября 1984 года после телефонного разговора с Маршей Клей, бывшей подружкой Бротигана. Тело было найдено только 25 октября.

## Влияние
Популярные писатели Харуки Мураками и Эрленд Лу называют Бротигана своим учителем. Василий Аксёнов также признавал влияние Бротигана на своё творчество наряду с Воннегутом и Олби.
Именем Бротигана назван один из главных героев романа Стивена Кинга «Сердца в Атлантиде».